# Anne Gemeinhardt

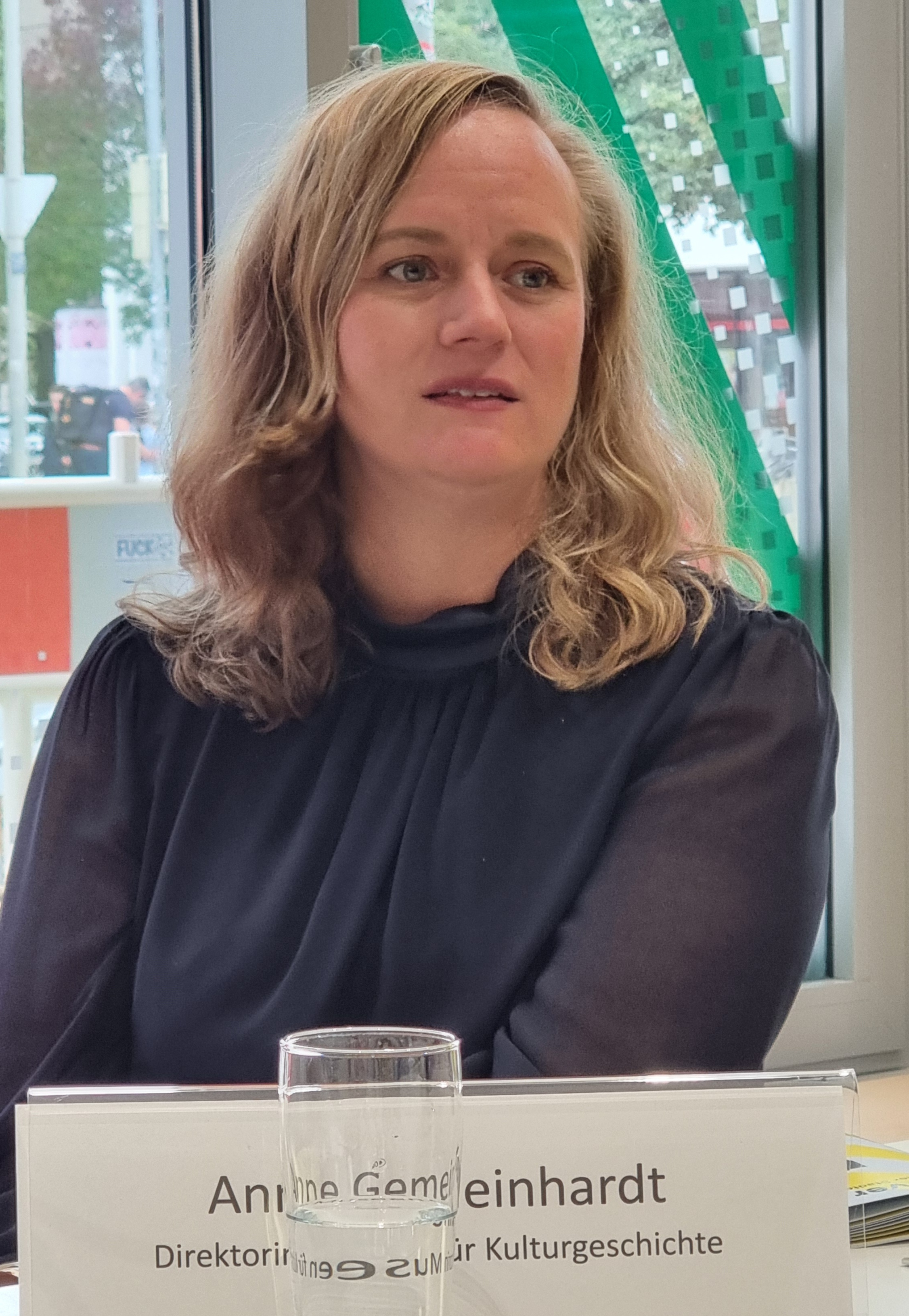
Anne Gemeinhardt (2024)

Anne Gemeinhardt (* 20. Mai 1981) ist eine deutsche Historikerin.

## Werdegang
Anne Gemeinhardt besuchte das Gymnasium am Stadtgarten in Saarlouis und legte dort 2000 das Abitur ab. Zum Wintersemester 2001/02 begann sie ein Studium der Kulturgeschichte an der Universität Augsburg. Ein Auslandsaufenthalt im Rahmen des Erasmus-Programms führte sie im Wintersemester 2003/04 an die Universität Lyon III, wo sie Geschichte, Französische Literatur und Kunstgeschichte belegte. Im Mai 2005 erlangte sie in Augsburg ihren Bachelor-Grad. Für das weitere Studium wechselte Gemeinhardt zum Oktober 2005 an die Universität München, wo sie Jüdische/Judäische Studien, Neuere und Neueste Geschichte, Didaktik der Geschichte sowie Kunstgeschichte belegte. Noch während des Studiums war Gemeinhardt freie pädagogische Mitarbeiterin im Max Mannheimer Studienzentrum und der KZ-Gedenkstätte Dachau. Im Januar 2009 schloss sie das Studium mit der Erlangung des Magistergrades ab. Im Monat darauf begann sie als Wissenschaftliche Volontärin am Jüdischen Museum in Frankfurt am Main zu arbeiten. Zwei Jahre später wurde sie Wissenschaftliche Mitarbeiterin des Projektes „Gesamtdarstellung der Geschichte der Jüdinnen und Juden in Frankfurt/Vorbereitung Neue Dauerausstellung Jüdisches Museum“, das vom Jüdischen Museum und dem Fritz Bauer Institut getragen wurde. Zu Beginn des Jahres 2013 wechselte Gemeinhardt als Kuratorin für Bildung und Vermittlung an das Historische Museum Frankfurt. 2018 wurde das Museum mit dem Hessischen Staatspreis für universelles Design 2018 für die Umsetzung seines Leitbildes als „inklusives Museum“ ausgezeichnet.
Zum Juni 2023 wechselte Gemeinhardt als Direktorin an den Hannoveraner Museumsverbund Museen für Kulturgeschichte Hannover, zu dem das Historische Museum Hannover, eines der größten historischen Museen in Deutschland, das Museum August Kestner sowie das Museum Schloss Herrenhausen gehören. Sie folgt in der Position Thomas Schwark nach, der diese Position 25 Jahre lang innehatte. Sowohl das Historische Museum als auch das Museum August Kestner stehen schon am Beginn ihrer Tätigkeit vor umfangreichen Sanierungsmaßnahmen.

## Publikationen (Auswahl)
- mit Susanne Gesser und Jan Gerchow: Historisches Museum Frankfurt. Highlight Tour. Das ganze Museum in 90 Minuten. Historisches Museum Frankfurt, Frankfurt 2017 (auch englische Ausgabe).
- mit Susanne Gesser und Jan Gerchow: 33–45. Frankfurt und der Nationalsozialismus. Historisches Museum Frankfurt, Frankfurt 2017 (auch englische Ausgabe).
- mit Susanne Gesser, Nina Gorgus, Dorothee Linnemann und Jan Gerchow: Frankfurt – Stadt der Frauen. Themen-Tour. Historisches Museum Frankfurt, Frankfurt 2017 (auch englische Ausgabe).
- Herausgeberin mit Benedikt Burkard, Jenny Jung und Jutta Zwilling: Eine Stadt macht mit. Frankfurt und der NS (= Schriften des Historischen Museums Frankfurt am Main, Band 42). Michael Imhof Verlag, Petersberg 2022, ISBN 978-3-7319-1124-1.